# Сельское хозяйство Кыргызстана
Сельское хозяйство в Кыргызстане — отрасль экономики Кыргызстана. По данным Всемирной книги фактов ЦРУ[когда?], оно составляет 18 % от общего ВВП и на него приходятся 48 % от общей рабочей силы. Только 6,8 % от общей площади земель используется для возделывания сельскохозяйственных культур, однако 44 % земель используется в качестве пастбищ для скота. Из-за многочисленных гор Кыргызстана животноводство остаётся значительной частью сельскохозяйственного хозяйства.

## Современное сельское хозяйство Кыргызстана
В Кыргызстане сельскохозяйственная деятельность является важной отраслью. Большая часть трудоспособного населения задействована в животноводстве и растениеводстве. Выращенная продукция покрывает потребности внутреннего рынка, а излишки экспортируются. Из зерновых культур в Кыргызстане выращивают овес, кукурузу, ячмень, пшеницу, рис. Из овощных культур выращиваются капуста и сладкий перец, баклажаны и томаты, бобовые и редис. 
Из фруктов массово выращивают абрикосы и персики, инжир и хурму, сливы и гранаты. Из орехов самыми распространенными являются миндаль, арахис, фундук, грецкий орех и фисташки разных сортов. Из ягодных культур - это малина, клубника, черешня, барбарис и смородина. Благодаря развитой гидросистеме в стране представлены все основные отрасли животноводства: разведение птиц (уток, индюков, гусей и кур), крупного и мелкого рогатого скота (коров, овец, коз). Также в Кыргызстане разводят животных для производства молочной продукции и овец для получения мериносовой шерсти. Кыргызстан поставляет соседним засушливым Узбекистану, Таджикистану и Казахстану воду для орошения плантаций.
В Кыргызстане водный фонд насчитывает более 3500 водоемов природного и искусственного характера. В связи с этим в стране насчитывается около 40 рыбхозов и около 200-т рыбохозяйственных водоемов, среди которых лидируют по объему произведенной продукции Иссык-Кульская, Чуйская, а затем и Джалал-Абадская области. В промышленных масштабах в Кыргызстане выращивают сазана, карпа, маринку, османа, леща, чебака, форель, сига и судака.
Кыргызстан славится своими обширными лесами из фруктовых и ореховых деревьев. Особенно большое количество их встречается на Юге, в поясе орехово-плодовых лесов, где растут дикие яблони, груши, вишни, смородина, малина, урюк, орех грецкий, фисташка, миндаль, барбарис, зизифус, алыча и др. Но и на остальной территории Кыргызстана дикорастущих пищевых растений также много. Это лук сарымсак, щавель, ревень (кисличка), смородина Мейера, земляника лесная, борщевик, ежевика, облепиха, чина Гмелина, горец живородящий и многие другие растения. Есть в Кыргызстане и грибы (белые, грузди, шампиньоны), которые охотно собираются населением.
Выращивание сельскохозяйственных культур сосредоточено в Ферганской долине, Таласской области и Чуйской области.
Один из главных центров культивирования абрикоса — Баткенская область Кыргызстана. Выращивание и переработка абрикосов в сухофрукты составляет главную статью доходов фермеров этой области. Свежие абрикосы в больших объёмах поставляет Иссык-Кульская область .  Иссык-Кульские абрикосы покоряют Москву..
В Кыргызстане развито хлопководство, производится табак, картофель, овощи, виноград, фрукты и ягоды. Что касается общего производства, то основной культурой являются различные виды кормов для животных, чтобы прокормить домашний скот страны. Второй по величине урожай — озимая пшеница, за которой следуют ячмень, кукуруза и рис.
Основными продуктами на экспорт являются хлопок и табак. Мясо также экспортируется, но в менее значительных количествах. Тем не менее, страна имеет более 9 миллионов гектаров пастбищ и благоприятные условия для развития животноводства. В 2012 году Кыргызстан заключил соглашения на экспорт мяса в Саудовскую Аравию.

### Животноводство
Важные продукты животноводства включают овец, коз, крупный рогатый скот и шерсть. Также в стране разводят кур, лошадей и свиней. В некоторых регионах разводят яков.
На 1 января 2021 поголовье крупного рогатого скота в хозяйствах всех категорий составляет 1 715 776 голов, из него коров 855 050 голов, овец и коз 6 278 736 голов, лошадей 539 644 голов, свиней 29 465 голов, птицы 6 070 443 голов.
За 2020 год средний годовой надой молока от одной коровы 2006 кг, в том числе в коллективных хозяйствах 2511 кг.
Для сравнения в России за 2020 год средний годовой надой молока от одной коровы Хозяйства всех категорий 4839 кг, в том числе Сельскохозяйственные организации 6728 кг, Крестьянские (фермерские) хозяйства и индивидуальные предприниматели 3979 кг, Хозяйства населения 3471 кг.

## Органическое земледелие
Органическое движение началось в Кыргызстане в 2004 году. В то время этим занимались 34 фермера. Сегодня органическое движение объединяет более тысячи сертифицированных фермеров и предлагает органические продукты, такие как хлопок, семена подсолнечника, бобы, лекарственные и ароматические растения и курагу. По мнению экспертов, органическое земледелие наиболее подходит для стран с небольшими хозяйствами, дешёвой рабочей силой и нехваткой капитала. Таким образом, органическое сельское хозяйство может стать идеальным будущим Кыргызстана. Фактически, парламент Кыргызстана объявил о плане поэтапного отказа от неорганического сельского хозяйства и перехода на 100 % органическое сельское хозяйство к 2028 году.